# امست
امست (به هلندی: Emst) یک منطقهٔ مسکونی در هلند است که در ایپه واقع شده‌است. امست ۳٬۰۰۰ نفر جمعیت دارد.